# Kurzawka
Kurzawka est une localité polonaise du gmina de Leśnica, située dans le powiat de Strzelce en voïvodie d'Opole.